# Smoke Gets in Your Eyes (canción)
Smoke Gets in Your Eyes es una canción popular escrita por Jerome Kern con letra de Otto Harbach en 1933 para el musical Roberta, donde era interpretada originalmente por Tamara Drasin. Dos años después, la canción fue cantada en la película Roberta por Irene Dunne, película en la que además actuaba la famosa pareja de bailarines Fred Astaire-Ginger Rogers.

## Versiones
La canción ha sido interpretada por numerosos artistas entre los que destacan Nat King Cole, Sarah Vaughan y Bryan Ferry, y quizá la más conocida es la que grabaron el grupo de doo-wop The Platters en noviembre de 1958, y que formaría parte de la banda sonora de la película de Steven Spielberg, Always (1989).

## Letra
They asked me how I knew,
 My true love was true,
 Oh-oh-oh-oh, I, of course, replied,
 "Something here inside,
 Cannot be denied."
They said, "Someday you'll find,
 All who love are blind.
 Oh-oh-oh-oh, when your heart's on fire,
 You must realize,
 Smoke gets in your eyes."
So I chaffed them,
 And I gaily laughed,
 To think they could doubt my love.
 Yet today, my love has flown away.
 I am without my love.
Now, laughing friends deride,
 Tears I cannot hide.
 Oh-oh-oh-oh, so I smile and say,
 "When a lovely flame dies,
 Smoke gets in your eyes."
 Smoke gets in your eyes.